# شرفناز
شرفناز فیلمی به کارگردانی، نویسندگی و تهیه‌کنندگی حسن نجفی ساخته سال ۱۳۹۳ است.
این فیلم در تاریخ ۱۱ آذر ۱۳۹۵ در سینماهای ایران اکران شده است.

## داستان فیلم
در خلاصه داستان این فیلم آمده است: «شرفناز می‌ترسد الیاس کوچکش به سرنوشت احمد دچار شود. او سالهاست که به فرار از این جهنم دره می‌اندیشد. سرانجام یک روز با الیاس به آن سوی کوه‌های رنگی، که همیشه آرزوی دیدنش را داشت می‌گریزد.»